# Sian Rainsley
Sian Rainsley (* 19. April 1997 in Coventry) ist eine britische Triathletin.

## Werdegang
2014 startete Rainsley bei den Youth Olympic Games in Nanjing in der Staffel (Team III Europe) die Silbermedaille. Für jeden Athleten eines Teams waren die Distanzen 250 m Schwimmen, 6,6 km Radfahren und 1,8 km Laufen. Insgesamt für das Team also 1 km Schwimmen, 26,4 km Radfahren und 7,2 km Laufen.
2017 wurde sie Dritte bei der U23-Europameisterschaft Triathlon.
Sian Rainsley startete am 6. Juni 2021 für das Vereinigte Königreich bei den ITU World Championship Series 2021 in Leeds, zusammen mit Lucy Charles-Barclay, Non Stanford, Vicky Holland, Jessica Learmonth, Sophie Coldwell, Georgia Taylor-Brown, Olivia Mathias und Beth Potter.
Im September wurde sie in Spanien Dritte bei der Europameisterschaft auf der olympischen Kurzdistanz.
Bei der Weltmeisterschafts-Rennserie 2022 belegte die 25-Jährige im November als viertbeste Britin den 19. Rang – hinter Georgia Taylor-Brown (Rang 2), Sophie Coldwell (Rang 6) und Beth Potter (Rang 7).
Sian Rainsley lebt in Coventry.

## Sportliche Erfolge
| Datum/Jahr    | Rang | Wettbewerb                                           | Austragungsort | Zeit     | Bemerkung |
| ------------- | ---- | ---------------------------------------------------- | -------------- | -------- | --- |
| 12. Juli 2025 | 16   | ITU World Championship Series 2025                   | Hamburg        | 00:57:14 | |
| 14. Juli 2024 | 2    | ETU Triathlon European Cup                           | Cork           | 00:56:33 | hinter der Französin Sandra Dodet                                                                                        |
| 20. Apr. 2024 | 10   | ITU Triathlon World Cup                              | Wollongong     | 01:01:13 | |
| 1. Juli 2023  | 2    | Europaspiele 2023                                    | Krakau         | 01:07:33 | in der gemischten Staffel mit Barclay Izzard, Sophie Alden und Connor Bentley                                            |
| 26. Nov. 2022 | DNF  | ITU World Championship Series 2022                   | Abu Dhabi      | –        | Grand Final |
| 29. Juli 2022 | 12   | Commonwealth Games 2022                              | Birmingham     | 00:57:54 | |
| 11. Juni 2022 | 15   | ITU World Championship Series 2022                   | Leeds          | 01:00:16 | |
| 25. Sep. 2021 | 3    | ETU Triathlon European Championships                 | Valencia       | 01:52:19 | Europameisterschaft auf der olympischen Kurzdistanz                                                                      |
| 20. Juni 2021 | 1    | ETU Triathlon European Championship Mixed Relay      | Kitzbühel      | 00:17:53 | Europameisterin Triathlon Sprintdistanz in der gemischten Staffel mit Samuel Dickinson, Olivia Mathias und Gordon Benson |
| 18. Juni 2021 | 7    | ETU Sprint Distance Triathlon European Championships | Kitzbühel      | 00:35:47 | ETU-Europameisterschaft Triathlon Sprintdistanz                                                                          |
| 6. Juni 2021  | 13   | ITU World Championship Series 2021                   | Leeds          | 01:58:46 | |
| 5. Aug. 2017  | 3    | ETU Triathlon European Championship U23              | Velence        | 01:02:42 | U23-Europameisterschaft Triathlon                                                                                        |
| 21. Aug. 2014 | 2    | Olympische Jugend-Sommerspiele 2014/Triathlon        | Nanjing        | 01:22:30 | Mixed Relay |

(DNF – Did Not Finish; DSQ – Disqualifiziert)